# Eparchia włodzimiersko-brzeska
Eparchia włodzimiersko-brzeska – prawosławna administratura kościelna wchodząca w skład metropolii kijowskiej, powstała w końcu X w. lub w XI w., w 1596 przeszła do Kościoła unickiego jako diecezja włodzimiersko-brzeska. Za kontynuatorkę tej eparchii prawosławnej uważa się eparchia włodzimiersko-wołyńska i kowelska z Rosyjskiego Kościoła Prawosławnego.

## Historia
Eparchia prawosławna z siedzibą we Włodzimierzu powstała najprawdopodobniej w II poł. XI w., chociaż niektórzy autorzy sytuują to wydarzenie jeszcze w końcu poprzedniego stulecia. O tym, że eparchia została erygowana w II poł. XI w. może świadczyć fakt, że dopiero w tym okresie w mieście powstał murowany murowany sobór katedralny, naśladujący w swojej architekturze główną cerkiew Monasteru Kijowsko-Peczerskiego. Utworzenie administratury jest łączone z rozbiciem politycznym Rusi oraz z aktywną polityką metropolity kijowskiego Jana II, dążącego do tworzenia nowych eparchii na Rusi. Zamiarom tym sprzyjali ruscy książęta dzielnicowi, którzy poprzez utworzenie administratur w swoich stolicach zamierzali podkreślić swoje znaczenie i niezależność względem Kijowa. Pierwszym znanym z imienia biskupem włodzimierskim był wyświęconym w 1086 Stefan. Biskupi włodzimierscy mieli prawo posługiwania się honorowym tytułem prototronosa – drugiego po metropolicie kijowskim.
Do połowy XII stulecia administraturze podlegały Wołyń, Polesie, Nadbuże z Mielnikiem, porzecze górnego Dniestru oraz Grody Czerwieńskie i Przemyskie. W kolejnym stuleciu, w miarę tworzenia kolejnych eparchii: halickiej (1147), przemyskiej (1219), turowskiej, uhrowskiej, później chełmskiej (1223), łuckiej (1235), jej terytorium systematycznie się kurczyło. W końcu XIII w. eparchia włodzimiersko-brzeska obejmowała wyłącznie powiaty włodzimierski i krzemieniecki na Wołyniu oraz ziemię bielską, brzeską i drohiczyńską.
Prawosławna eparchia włodzimierska działała do 1596, gdy biskup włodzimierski i brzeski Hipacy Pociej przyjął unię. Administratura przeszła wówczas do Kościoła unickiego. W 1621 patriarcha jerozolimski Teofan III wyświęcił na biskupa włodzimierskiego Józefa Kurcewicza. Chirotonia ta nie została uznana przez króla Zygmunta III Wazę. W 1625 biskup Józef zbiegł do Moskwy, skompromitowany w oczach wiernych swoim niemoralnym zachowaniem. W Dyplomie Władysława IV, legalizującym hierarchię prawosławną w Rzeczypospolitej, eparchia włodzimiersko-brzeska nie została uwzględniona.

## Życie monastyczne w eparchii
Najstarszym ośrodkiem życia mniszego w eparchii włodzimiersko-brzeskiej był męski monaster Narodzenia Matki Bożej we Włodzimierzu utworzony w połowie XI stulecia lub w wieku XII. W XIII w. erygowany został monaster św. Michała Archanioła we Włodzimierzu. W późniejszym okresie we Włodzimierzu powstały jeszcze trzy kolejne klasztory prawosławne; wszystkie zaliczały się do ważniejszych ośrodków życia mniszego na Wołyniu. Od 1227 istniał monaster św. Mikołaja w Żydyczynie. Najważniejszy z nich był najstarszy z wymienionych klasztorów. Jego przełożony od 1320 miał prawo posługiwać się tytułem archimandryty.

## Biskupi[13]
- Stefan, 1084/1086–1094
- Amfilochiusz, 1105–1122
- Szymon, 1122–1136
- Teodor, 1137–1147
- Polikarp, 1196–1213
- Tomasz, 1213–1229
- Mikołaj, 1230–1235
- Mitrofan, 1235–1239
- Justyn, 1239–1249
- Stefan, 1249–1260
- Serapion, 1260–1282
- Nikita, 1282–1286
- Ensegeniusz, 1286–1289
- Pimen, 1306–1326
- Arseniusz, 1326–1330
- Atanazy I, 1331–1353
- Aleksy I, 1353–1354
- Gerazym, od 1354
- Jonasz, 1386–1388
- Teognost, 1388–1405
- Piotr, 1405–1413
- Gerazym II, 1413–1416
- Charyton, 1416–1425
- Daniel, 1425–1455
- Akacjusz, 1455–1487
- Wassian I, 1487–1497
- Wassian II, 1509–1513
- Pafnucy, 1511–1522
- Jonasz II, 1523–1533
- Józef, 1533–1540
- Gennadiusz, 1540–1546
- Józef Borzobohaty, 1550–1565
- Teodozjusz Łazowski, 1565–1588
- Melecjusz Chreptowicz, 1588–1593
- Hipacy Pociej, 1593–1596, do 1599 jako unicki biskup włodzimierski
- Józef (Kurcewicz), 1620–1625, bez zgody króla polskiego